# Boloceroididae
Boloceroididae är en familj av koralldjur. Boloceroididae ingår i ordningen havsanemoner, klassen Anthozoa, fylumet nässeldjur och riket djur. Enligt Catalogue of Life omfattar familjen Boloceroididae 7 arter. 
Kladogram enligt Catalogue of Life:
| Boloceroididae | \| \| Boloceractis \| \| \| \| \| \| Boloceroides \| \| \| \| \| \| Bunodeopsis \| \| \| \| |
|                | \| \| Boloceractis \| \| \| \| \| \| Boloceroides \| \| \| \| \| \| Bunodeopsis \| \| \| \| |
|                | Boloceractis                                                                                |
|                |                                                                                             |
|                | Boloceroides                                                                                |
|                |                                                                                             |
|                | Bunodeopsis                                                                                 |
|                |                                                                                             |